# Strzemię (herb szlachecki)

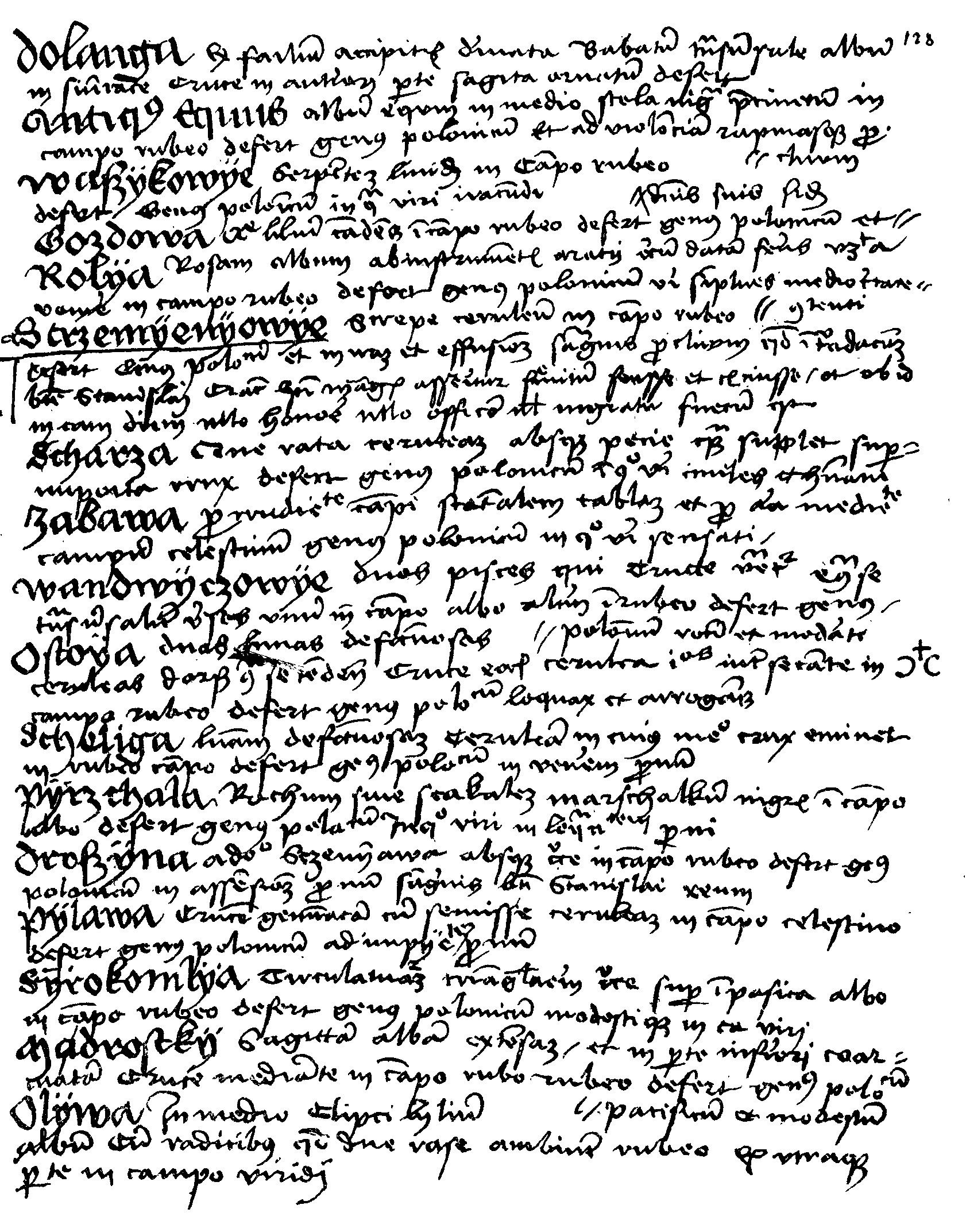
Herb Strzemię w herbarzu Jana Długosza z lat 1464–1480 Insignia seu clenodia Regis et Regni Poloniae.

Strzemię (Larysza, Lawszow, Ławszowa, Strepa, Strzemieniowie, Strzemieńczyk, Zarosie, Zarosze, Zaroszyc, Zaroże) – polski herb szlachecki, noszący zawołanie Ławszowa. Występował głównie w ziemi krakowskiej, sandomierskiej, lubelskiej, poznańskiej i na Rusi. Jeden z najstarszych herbów polskich. Według legendy herb pochodzi z końca X wieku.

## Opis herbu
W polu czerwonym strzemię złote. W klejnocie pięć piór strusich.

### Najwcześniejsze wzmianki
Herb z końca X wieku, najstarszy zapis 1398.
W 1359 w lasach Płoniny na Wołoszczyźnie, w klęsce poniesionej przeciwko armii mołdawskiej, chorągiew Strzemieńców miała wpaść w ręce nieprzyjacielskie.
Najwcześniejsze źródło heraldyczne wymieniające herb to datowane na lata 1464–1480 Insignia seu clenodia Regis et Regni Poloniae polskiego historyka Jana Długosza, który uznaje go za rdzennie polski. Zapisuje on informacje o herbie wśród 71 najstarszych polskich herbów szlacheckich we fragmencie: "Strzemyenyowye strepe ceruleum in campo rubeo defert Genus Polonicum et in iram et effusionem sanguinis procliuum, quod in trucidacione beati Stanislai, Cracoviensis episcopi, magnum asseritur fremitum fecisse et exciuisse et ob id in eam diem nullo honore, nullo officio vel magistratu functum est".

### Legenda herbowa
Kasper Niesiecki przytacza następującą legendę:

Gdy Bolesław Chrobry król polski, ruskie prowincye wojną przyciskał, trafiło się jednemu z kawaleryi, że w samej utarczce, koń pod nim 
szwankowawszy, nie tylko że szyję złamał, ale też i nogę rycerzowi w strzemieniu uplątał. Przypada w tem nieprzyjaciel już jak na pewny 
obłów (...), kawaler(...), strzemię i z rzemieniem urwawszy, nieprzyjacielowi orężem się składa, tak silno z nim się ścinając, że go 
trupem położył, na konia potem wsiadłszy (...) drugi go adwersarz najeżdża tak nagle, że czasu tyle nie miał, żeby był szabli na niego 
dobył: przetoż strzemieniem na rzemieniu wiszącym, tak go w twarz dobrze ugodził, że mu ją nim srodze zranił, i pojmawszy go królowi 
swemu oddał, za co w herbie strzemię nosić, i jemu i sukcessorom jego pozwolił Bolesław Chrobry.

## Herbowni
Lista herbownych w artykule sporządzona została na podstawie wiarygodnych źródeł, zwłaszcza klasycznych i współczesnych herbarzy. Należy jednak zwrócić uwagę na częste zjawisko przypisywania rodom szlacheckim niewłaściwych herbów, szczególnie nasilone w czasie legitymacji szlachectwa przed zaborczymi heroldiami, co zostało następnie utrwalone w wydawanych kolejno herbarzach. Identyczność nazwiska nie musi oznaczać przynależności do danego rodu herbowego. Przynależność taką mogą bezspornie ustalić wyłącznie badania genealogiczne.
Lista nazwisk herbownych pochodzi z Herbarza polskiego Tadeusza Gajla. Jest to dotychczas najpełniejsza lista herbownych, uzupełniana ciągle przez autora przy kolejnych wydaniach Herbarza. Występowanie na liście nazwiska nie musi oznaczać, że konkretna rodzina pieczętowała się herbem Strzemię. Często te same nazwiska są własnością wielu rodzin reprezentujących wszystkie stany dawnej Rzeczypospolitej, tj. chłopów, mieszczan, szlachtę.
Bajrulewicz, Bajzukiewicz, Batorski, Błoński, Bodzanta, Bodzęta, Bojanecki, Bojaniecki, Boksicki, Boksycki, Borkowski, Borzenski, Bożydarowicz, Broda, Brona, Brostowski, Brun, Brzostowski, Buchcicki, Buczyński, Budrewicz, Bułat, Bułatowicz, Bułatowski, Burzyński, Buszczyński.
Chlewicki, Chlewiecki, Chorzowski, Chwalibóg, Cląp, Cyrski, Czerzawski, Czerzowski, Czyżowski.
Delencz, Donat, Drzewiński , Dziengiel, Dziewiecki, Dzięgiel, Dzingiel.
Falkowski.
Garlicki, Garliński, Gezowski, Giedwiłło, Giendwiło, Gołkiewicz, Gołkowski, Grabiński, Grzywa.
Horain.
Ilcewicz.
Jacusius, Jakusz, Janiszewski, Jankowski, Janowski, Jasieński, Jeszowski, Jeżowski, Jugowski, Jurczyński.
Kania, Kapusta, Karbiński, Karwiński, Kawalec, Kawalecz, Kawecki, Kawęcki, Kawiecki, Kielanowski, Kijański, Kilanowski, Klamp, Klampowicz, Kląb, Klączyński, Kląp, Kleczeński, Kleczkowski, Kleczyński, Klempa, Klempowski, Klempski, Klepacki, Kleparski, Klęp, Klępa, Klępowski, Koczanowski, Koczynowski, Konwa, Korz, Korzeński, Korzon, Korzyński, Koźnicki, Kożnicki, Kregel, Krobicki, Krolewski, Krop, Krotosz, Królewski, Królowski, Krzywicki, Kuczmorka, Kulewicz, Kulewski, Kumielski, Kurowski, Kwiatkowski.
Laeta, Lanczewski, Lanczowski, Lencewicz, Lenczewski, Lenczowski, Leńczewski, Lewniowski, Linczewski, Linczowski, Lisowiecki, Longin.
Łańcucki, Łapszewski, Łapszowski, Ławszowski, Łącki, Łobarzewski, Łysowiecki.
Marszycki, Marszyński, Marzeniec, Marzyński, Meszeński, Mikulski, Miroszowski.
Narbut, Narbutt, Nowokuński.
Olendrowicz, Ośczewski.
Pieczkowski, Podolecki, Połaniecki, Przybkowski, Przybysławski, Przydkowski, Przytkowski, Przytykowski, Ptaszek.
Rębowski, Roch, Rogosz, Rogoz, Rogoza, Rohoza , Rupniewski, Rupniowski.
Saliewski, Siedlecki, Slaski, Sobolewski, Sokół, Sroczyński, Straszewski, Straszowski, Strepa, Strojnowski, Stryga, Strzemeczny, Strzemieczny, Strzemień, Strzemię, Strzemiński, Strzyżewski, Styczyński, Sulikowski, Sułowski, Surowiecki, Surowski, Szalewski, Szalowski, Szczygłowski, Szrop, Szropell, Szyrondel.
Ślaski, Śnieżek, Świaborowski, Świacki, Świadzki, Świeborowski, Świebowski.
Taszycki, Telatowicz, Temberski, Tretiak, Trzeciak, Trzecieski, Tysiecki, Tyszecki.
Ugintowicz, Ujejski, Unieszowski, Uniszowski.
Wałkowski, Wellowicz, Wibułtowicz, Wielopolski, Wielowicz, Wilbutowicz, Wiłbułtowicz, Wiłbutowicz, Wojnarowski, Wojnecki, Wojnicki, Wróblewski, Wróblowski, Wrzosowski, Wrzoszopolski, Wsieborowski, Wsołowski, Wszeborowski, Wszeborski, Wszemborowski, Wszęborowski, Wścieklica, Wułłowicz, Wydżga, Wysocki, Wyżga.
Zaborowski, Zaborski, Zagorowski, Zagórowski, Zasowski, Zassowski, Zazuliński, Zbilitowski, Zbiltowski, Zbylitowski, Zdulski, Zembocki, Zębocki, Zgłobicki, Zozuliński.

### Znani herbowni
- Adam Brzostowski - kasztelan połocki, generał-lejtnant wojsk polskich, konfederat barski.
- Konstanty Kazimierz Brzostowski - biskup, duchowny sekretarz wielki litewski w 1670 roku.
- Paweł Ksawery Brzostowski - ksiądz rzymskokatolicki, publicysta i tłumacz.
- Jan Kanty Lenczowski -  biskup pomocniczy diecezji krakowskiej dla okręgu lubelskiego.
- Hieronim Stroynowski -  biskup wileński, prawnik i ekonomista, profesor i rektor Uniwersytetu Wileńskiego.
- Grzegorz z Sanoka -  biskup rzymskokatolicki, profesor Akademii Krakowskiej, pierwszy przedstawiciel humanizmu w Polsce.

## Występowanie w heraldyce terytorialnej
Niemal niezmienionego wizerunku herbu Strzemię używa Szczucin w nawiązaniu do Chwalibogów.
Herb gminy Czarnożyły zawiera złote strzemię. To godło oraz barwa czerwona nawiązuje do herbu Brzostowskich – dawnych właścicieli Czarnożył. Z kolei herb gminy Korzenna przypomina, że Korzeńscy wywodzą się z tej miejscowości.

## Odmiany herbu
Juliusz Karol Ostrowski przytacza jeszcze odmiany numerowane II-VI, ale są to raczej różne przedstawienia Strzemienia na przestrzeni wieków, odmiany tarczy, maniery itp.:
- Strzemię II – tarcza gotycka, strzemię z krzyżem u góry, pole niewiadome – wizerunki z pieczęci Bienia Wojsławicza z Łososiny, 1304.
- Strzemię III – w polu czerwonym strzemię srebrne – wizerunek z Herbarza Arsenalskiego.
- Strzemię IV – na tarczy strzemię, pole niewiadome, hełm, labry, klejnot – strzemię trzymane między dwiema łapami w zgiętymi łokciach. Wizerunek z pieczęci Mikołaja Taszyckiego z Lusławic, podsędka, potem sędziego ziemskiego krakowskiego z 1533.
- Strzemię V – tarcza gotycka, godło - jakby litera A na belce stojąca - wizerunek z pieczęci Jana Bieńkowskiego, podsędka krakowskiego z 1534.
- Strzemię VI – godło na renesansowym kartuszu, brak barw. Jest to wizerunek z herbarza Ambrożego z Nysy.